# 出縄良人
出縄 良人（でなわ よしと、1961年 - ）は日本の公認会計士。

## 経歴
1983年、太田昭和監査法人（現：EY新日本監査法人）に入社。主に上場指導業務に従事。1993年、株式会社ディー・ブレインを設立。株式公開準備会社の経営指導　中小企業向けコンサルティングを開始。
1996年、中小企業のエクイティファイナンスを支援するプラットフォーム「インターネットベンチャー投資マート」を開設。
1997年に未公開株式専業のディー・ブレイン証券株式会社（現・日本クラウド証券）を設立。民間企業として証券免許を取得したのは30年振り。未公開株式市場「VIMEX」を開設。上場準備中のベンチャー企業が公募増資により一般投資家から資金調達ができる市場として注目される。
日本証券業協会のグリーンシート市場の創設に尽力。
2000年にVIMEXの全銘柄をグリーンシートに移行。その後、2010年までにディー・ブレイン証券にて、グリーンシート累計登録企業151社のうち140社の募集取扱主幹事を務め、グリーン市場をリード。140社のうちその後19社が証券取引所に上場。
ディー・ブレイン証券は、その後、上場引受主幹事業務に進出。札幌証券取引所アンビシャス市場、福岡証券取引所Q-Board市場では、引受主幹事6割のシェア。公認会計士を中心とする日本で唯一のIPO専業証券会社としてユニークな地位を確立。
2010年リーマンショックによるIPO激減に伴うディー・ブレイン証券の業績悪化を受けて、代表取締役を辞任。
2015年、金融商品取引法改正により、グリーンシートに代わる制度として、「株式投資型クラウドファンディング制度」が誕生したことを機に、DANベンチャーキャピタル株式会社（現：株式会社CFスタートアップス）を設立。2017年に株式投資型クラウドファンディング専業の金融商品取引業者（第一種少額電子募集取扱業）登録。2024年10月までに23社、27案件の募集が成立。
2019年にクラウドファンディング最大手のCAMPFIREの資本参加により同社が54%のシェアを持ち、グループ傘下に入り、サービスサイト刷新と投資家登録拡大で躍進。業界2位の地位を確立。
2022年にCAMPFIREが金融事業から撤退したことで、株式会社Dホールディングス（現：株式会社CFホールディング）を設立して、CAMPFIREが保有するCFスタートアップス株式を全て取得。CVCサポート事業として「CVC投資戦略研究会」を発足。200社超の上場会社のCVC担当者が参加。
2023年にはスタートアップとのマッチングを目的にスタートアップを紹介するマンスリーピッチを開始。2023年12月には組織再編により、CFホールディングが、株式投資方クラウドファンディング事業を担う株式会社CFスタートアップスと、CVCサポート事業及びアクセラレーション事業を担う株式会社CFスタートアップパートナーズの2社の100%子会社を保有する体制に移行。このうち、2024年5月にCFスタートアップスの株式を株式会社ジャパンインベストメントアドバイザーに譲渡。株式投資型クラウドファンディング事業から撤退。
故郷の静岡県牧之原市では父親の死去に伴い、2018年に出縄会計事務所を承継。2022年には、地域産業とコラボするビジネスプランを全国のスタートアップから募るピッチイベント「牧之原市チャレンジビジネスコンテスト」（まきチャレ）の企画運営を牧之原市から受託。人口4万3千人の小さな町のイベントに、海外10社を含む91社のスタートアップがエントリーし、注目を集める。翌年の「まきチャレ2023」はエントリーが133社（うち海外25社）に、さらに「まきチャレ2024」では149社（うち海外40社）に拡大。
受賞企業の牧之原への進出希望が相次ぎ、その受け皿として「まきのはらインキュベーションセンター」を開設。
2024年7月にはCVC投資戦略研究会の参加企業を中心に上場会社CVC24社が国内外のスタートアップから自社とコラボするビジネスプランを募るピッチイベント「CFSオープンイノベーション•ピッチ2024」を開催。エントリー数は224社（うち海外48社）と国内最大規模のオープンイノベーションイベントとなった。